# Tecelão-laranja
O tecelão-laranja (Ploceus aurantius) é uma espécie de ave da família, Ploceidae. É escassamente distribuído pela floresta tropical africana.

## Taxonomia e sistemática

### Subespécies
Existem duas subespécies reconhecidas:
- P. a. aurantius - (Vieillot, 1805): Encontrado de Serra Leoa à República Democrática do Congo, e ao sul de Angola
- P. a. rex - Neumann, 1908): Encontrado em Uganda, oeste do Quênia e noroeste da Tanzânia

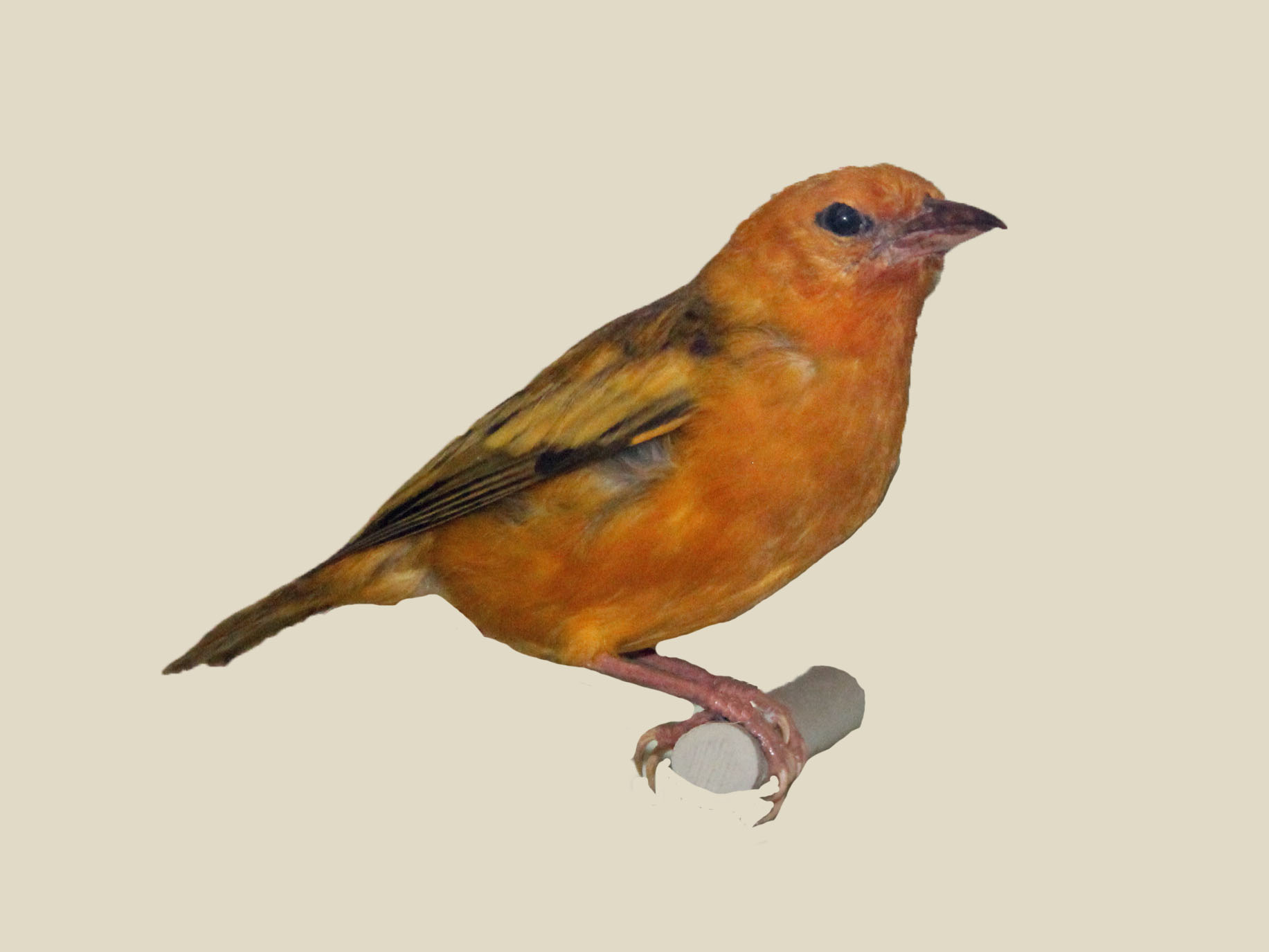
Espécime de P. aurantius subsp. rex no Museu Nacional de Nairóbi